# Rhagoletis alternata
Rhagoletis alternata
 es una especie de insecto del género Rhagoletis de la familia Tephritidae, orden Diptera. Fallen la describió en el año 1814.